# Virgin Black
Virgin Black — австралийская христианская музыкальная группа, играющая в стиле симфо-готик-дум. Основана в 1993 году в городе Аделаида.

## История группы
Оригинальное название («Девственная темнота») участники объясняют следующим образом:

Аномальная гармония между сопоставлением чистоты и темноты человечества
Оригинальный текст (англ.)An anomalous harmony between the juxtapositions of purity and humanity’s darkness.— интервью группы.
 Название группы Virgin Black говорит о сопоставлении чистоты и темноты внутри души человеческой. С самого начала группа в своих песнях была за Бога, но против религиозных догм, ссылаясь прежде всего на преступления, которые церковь, окутанная догмами, успела совершить за 2000 лет.
Австралийская группа Virgin Black, играющая дум-метал вперемешку с симфо-металом, была основана в 1993 году гитаристкой Самантой Эскэйрб и бывшим членом христианской death-metal-группы Discarnated Роаном Ландоном в городе Аделаида, хотя официальным годом старта считается 1995-й год. Они специально отказались играть «коммерческую» готическую музыку, настроившись на эпические веяния.

## Состав
- Роан Ландон — вокал, клавишные, фортепиано (с 1993 года)
- Саманта Эскэйрб — гитара, виолончель (с 1993 года)
- Grayh — бас-гитара, вокал (с 1998 года)
- Люк Фраз — ударные (с 2004 года)

## Бывшие участники
- Аарон Николс — бас-гитара (1996—1998 годы)
- Грэм Биллинг — бас-гитара (1995—1996 годы)
- Брэд Бессел — бас-гитара (1993—1994 годы)
- Дино Цило — ударные (1995—2004 годы)
- Кельвин Шугарс — ударные (1994—1995 годы)

## Дискография
- Virgin Black Demo (1995)
- Trance EP (1998)
- Sombre Romantic (2001)
- Elegant… and Dying (2003)
- Requiem — Mezzo Forte (2007)
- Requiem — Fortissimo (2008)
- Requiem — Pianissimo(2018)[1]